# Dogla
Dogla (ook dugla of dougla) is een term die gebruikt wordt voor mensen uit het Caraïbisch gebied die van gemengde Afrikaanse en Zuid-Aziatische afkomst zijn. Het woord wordt vooral in het Nederlands- en Engelssprekende Caribisch gebied gebruikt.

## Herkomst en betekenissen
Het woord dogla is afkomstig van dogala (दोगला), een Caraïbisch-Hindoestaans woord dat letterlijk "tweehalzen" betekent en "veel" of  "een mix" kan betekenen. Het woord vindt zijn oorsprong in het Hindi-Urdu woord "do", wat "twee" betekent, en "gala", wat "keel" betekent. Onder Caraïbische mensen wordt het woord slechts gebruikt om mensen van gemengde Afro-Caraïbische en Hindostaanse afkomst aan te duiden vooral in landen zoals Suriname, de Nederlandse Antillen, Guyana, Jamaica en Trinidad en Tobago.
Onder Hindostanen zelf duidt het woord dogla op ieder persoon van gemengde afkomst, specifiek iemand waarvan ten minste één ouder volledig of deels Hindostaans is.

## Bekende dogla's
| - Darryl Lachman, Curaçaos-Nederlands voetballer - Tatyana Ali, Amerikaanse actrice geboren uit een Indo-Trinidadiaanse vader en een Afro-Panamese moeder. - Foxy Brown, Amerikaans rapper van gemengd Afro-Trinidadiaans, Indo-Trinidadiaanse en Chinees-Trinidadiaanse afkomst. - Super Cat, Jamaicaanse Deejay geboren uit een Indo-Jamaicaanse vader en een Afro-Jamaicaanse moeder. - Melanie Fiona, Canadees R&B zangeres van Indo-Guyanese, Afro-Guyanese en Portugese afkomst. - Kamala Harris, Amerikaans politica en vicepresident geboren uit een Afro-Jamaicaanse vader en een Indiase moeder. - Nicki Minaj, Trinidadiaans-Amerikaanse rapper, zangeres, songwriter, actrice en model van Indo-Trinidadiaanse en Afro-Trinidadiaanse afkomst. - Furdjel Narsingh, Nederlandse voetballer van Surinaamse afkomst. - Luciano Narsingh, Nederlandse voetballer van Surinaamse afkomst. - Prince Rajcomar, voormalige Curaçaos-Nederlands voetballer. - XXXTentacion, Amerikaans rapper |